# U-Bahnhof Unter den Linden

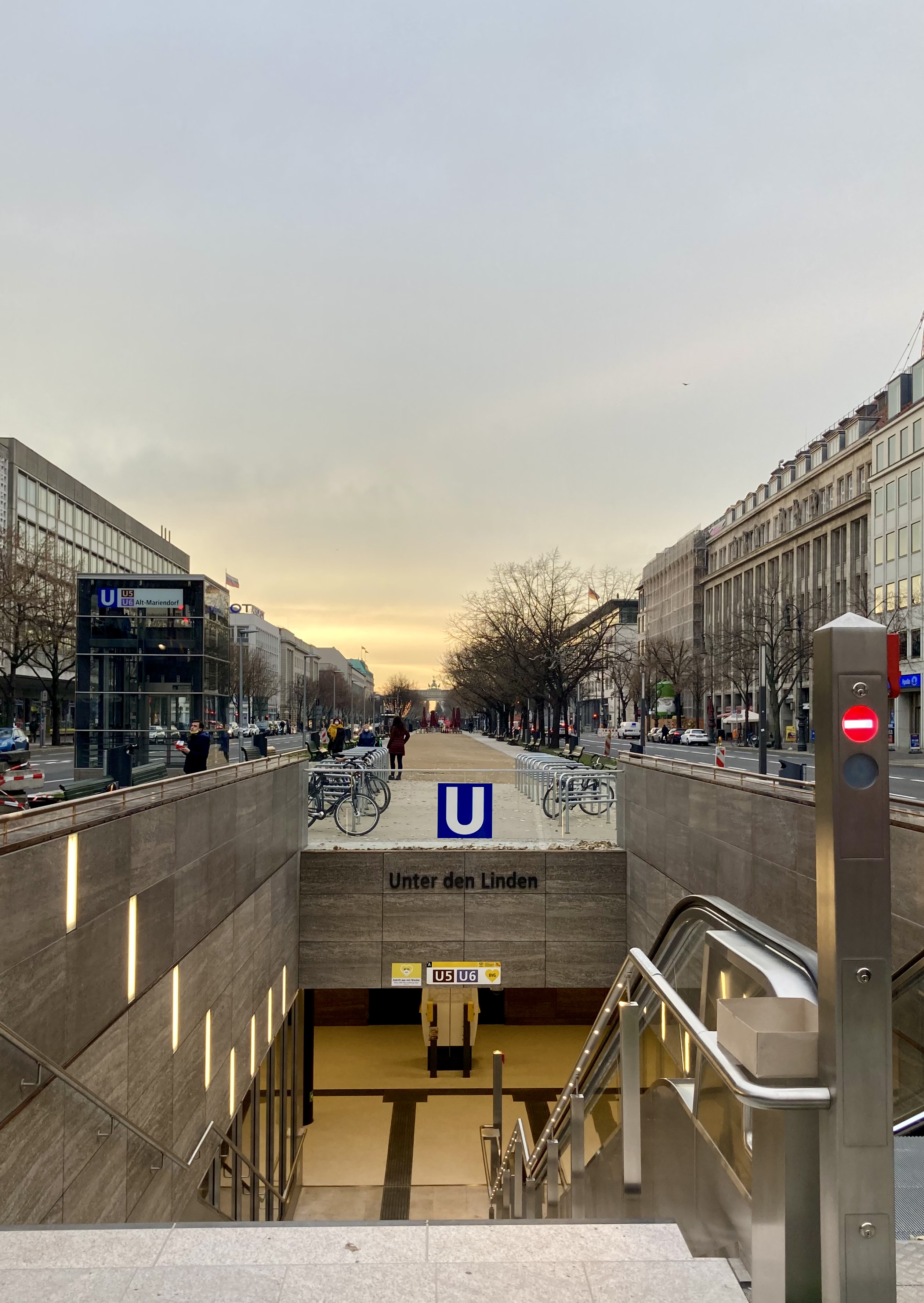
Eingang zum U-Bahnhof Unter den Linden mit Blick auf den Boulevard Unter den Linden (Blickrichtung Brandenburger Tor)

Der U-Bahnhof Unter den Linden ist ein U-Bahn-Umsteigebahnhof im Berliner Ortsteil Mitte des gleichnamigen Bezirks. Er liegt am Kreuzungspunkt der U-Bahn-Linie U5 mit der Linie U6. Der Bahnhof wurde im Zuge der Verlängerung der Linie U5 vom Alexanderplatz zum Brandenburger Tor ab 2010 (erster Spatenstich) gebaut und am 4. Dezember 2020 eröffnet.
Er ist nicht identisch mit dem heutigen S- und U-Bahnhof Brandenburger Tor, der bis zur Eröffnung des U-Bahn-Halts 2009 den Namen Unter den Linden trug und bis dahin nur von der S-Bahn bedient wurde.

## Geschichte

### Planung
Der Bahnhof wurde, wie auch der U-Bahnhof Brandenburger Tor, durch das Berliner Büro Hentschel/Oestreich entworfen.
Errichtet wurde ein T-förmiger Kreuzungsbahnhof mit der bestehenden U-Bahn-Linie U6 unter der Straßenkreuzung des Boulevards Unter den Linden und der Friedrichstraße, er reicht im Osten bis zur Charlottenstraße. Die Linie U5 erhielt einen Mittelbahnsteig in 14 Meter Tiefe unter Straßenoberkante, die Linie U6 dagegen zwei Seitenbahnsteige in rund fünf Meter Tiefe. Dazwischen befindet sich unter der südlichen Hälfte der Straßenkreuzung eine Verteilerebene. Von hier aus wurden Zugänge zur Mittelpromenade der Straße Unter den Linden beidseitig der Friedrichstraße angelegt. Ein weiterer Zugang ist am östlichen Ende des U5-Bahnsteigs ebenfalls in der Mittelpromenade zur Charlottenstraße geplant. Weiterhin erhielten die Seitenbahnsteige der U6 jeweils einen Zugang am südlichen Ende zwischen Rosmarinstraße und Behrenstraße. Die Bahnsteige der U5 und U6 wurden mit Rolltreppen sowie zusätzlich mit zwei bis zur Oberfläche führenden Aufzügen verbunden.
Der Bahnhof entstand in Deckelbauweise. Zuerst musste der bestehende Tunnel der U6 in diesem Bereich zurückgebaut und der Verkehr auf der U6 zwischen den Bahnhöfen Friedrichstraße und Französische Straße unterbrochen werden. Anschließend erfolgte die Herstellung der Schlitzwände, der HDI-Sohle und des Deckels, unter deren Schutz dann der neue Bahnhof errichtet wurde. Hierbei wurde zuerst der Stationsbereich für die U6 gebaut und der Verkehr auf dieser Linie wieder aufgenommen. Der Stationsbereich für die Linie U5 wurde erst nach Durchfahrt der Tunnelbohrmaschine und Herstellung der beiden Streckentunnel für die U5 errichtet.
Alle Anlagen zur betriebstechnischen Ausrüstung, wie Stromversorgung, Fernmeldeanlagen und Klimatechnik sowie ein Gleichrichterwerk zur Versorgung der Züge mit Fahrstrom wurden im unterirdischen Bahnhofsgebäude installiert.

### Bau

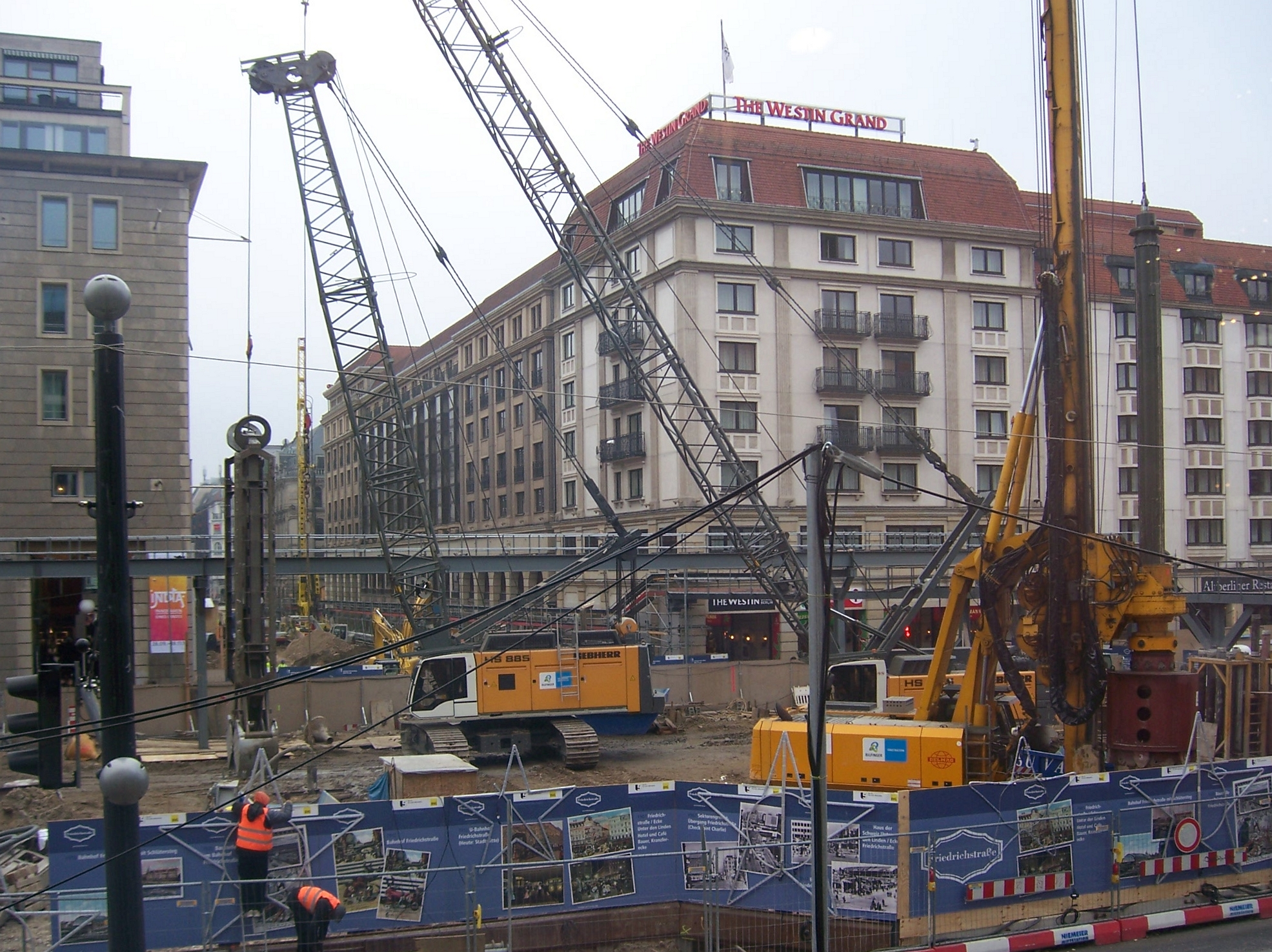
Beim Rohbau des unteren Bahnsteigs (November 2012)

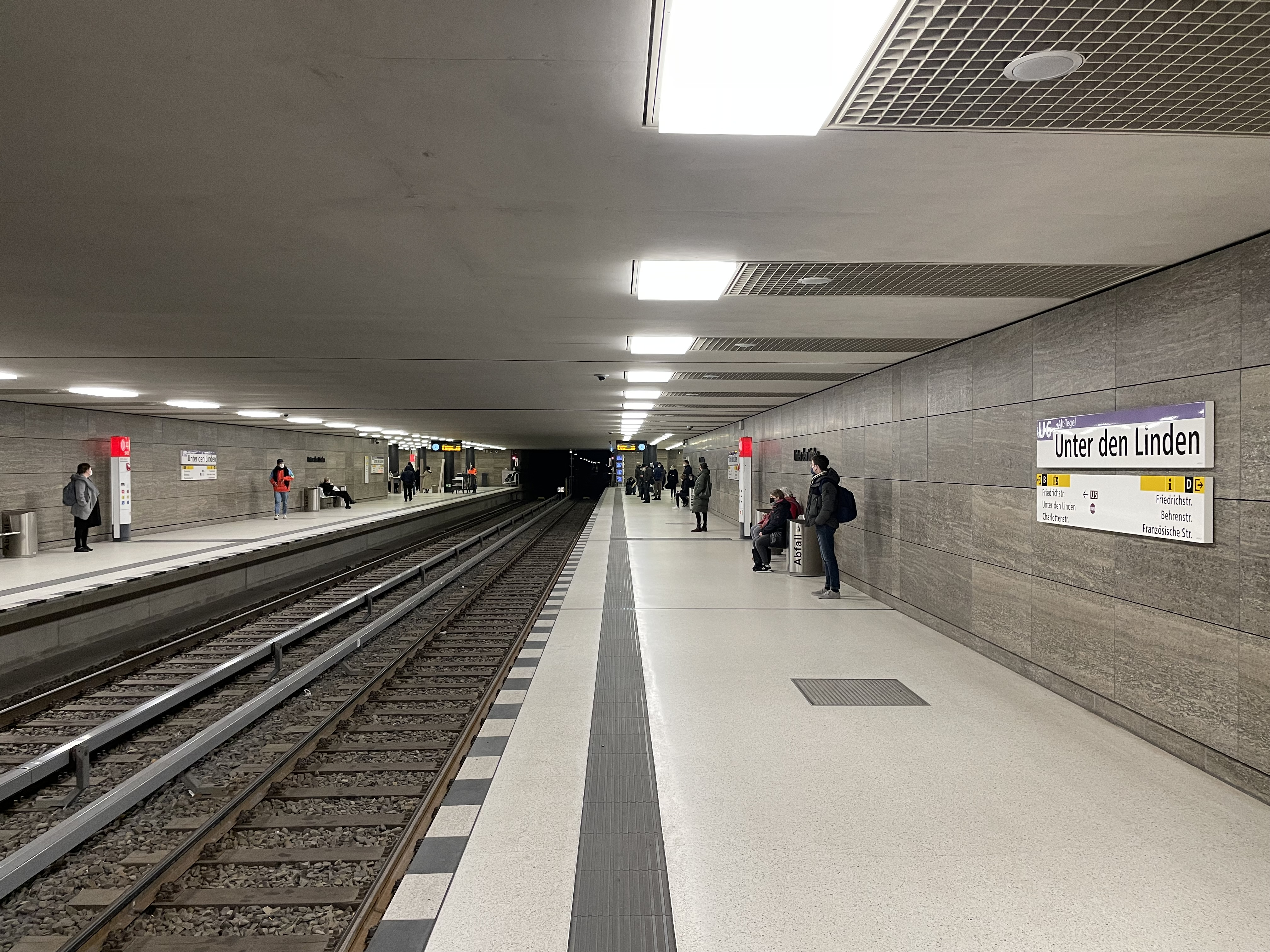
Bahnsteig der U6

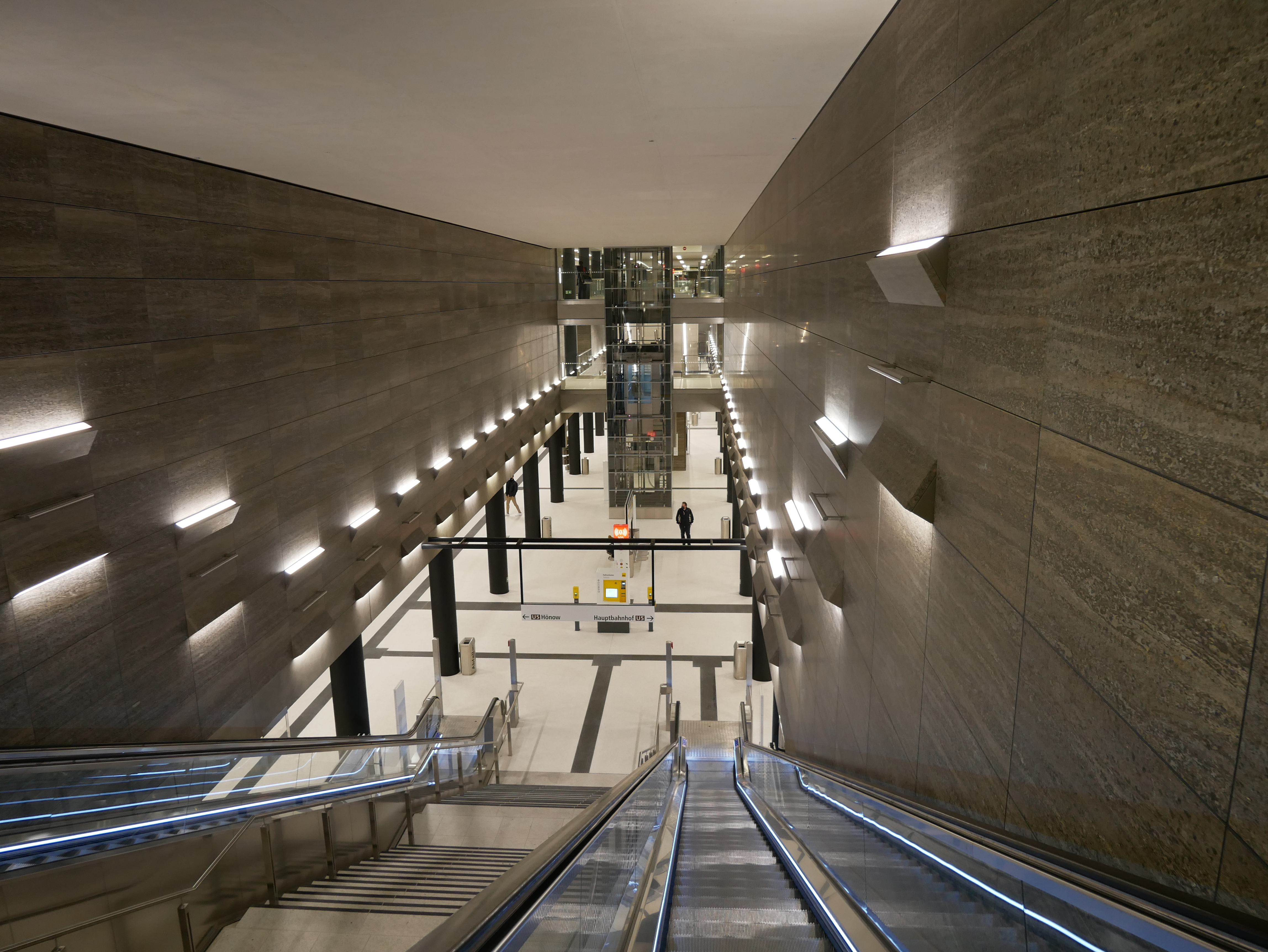
Zugang zur Linie U5

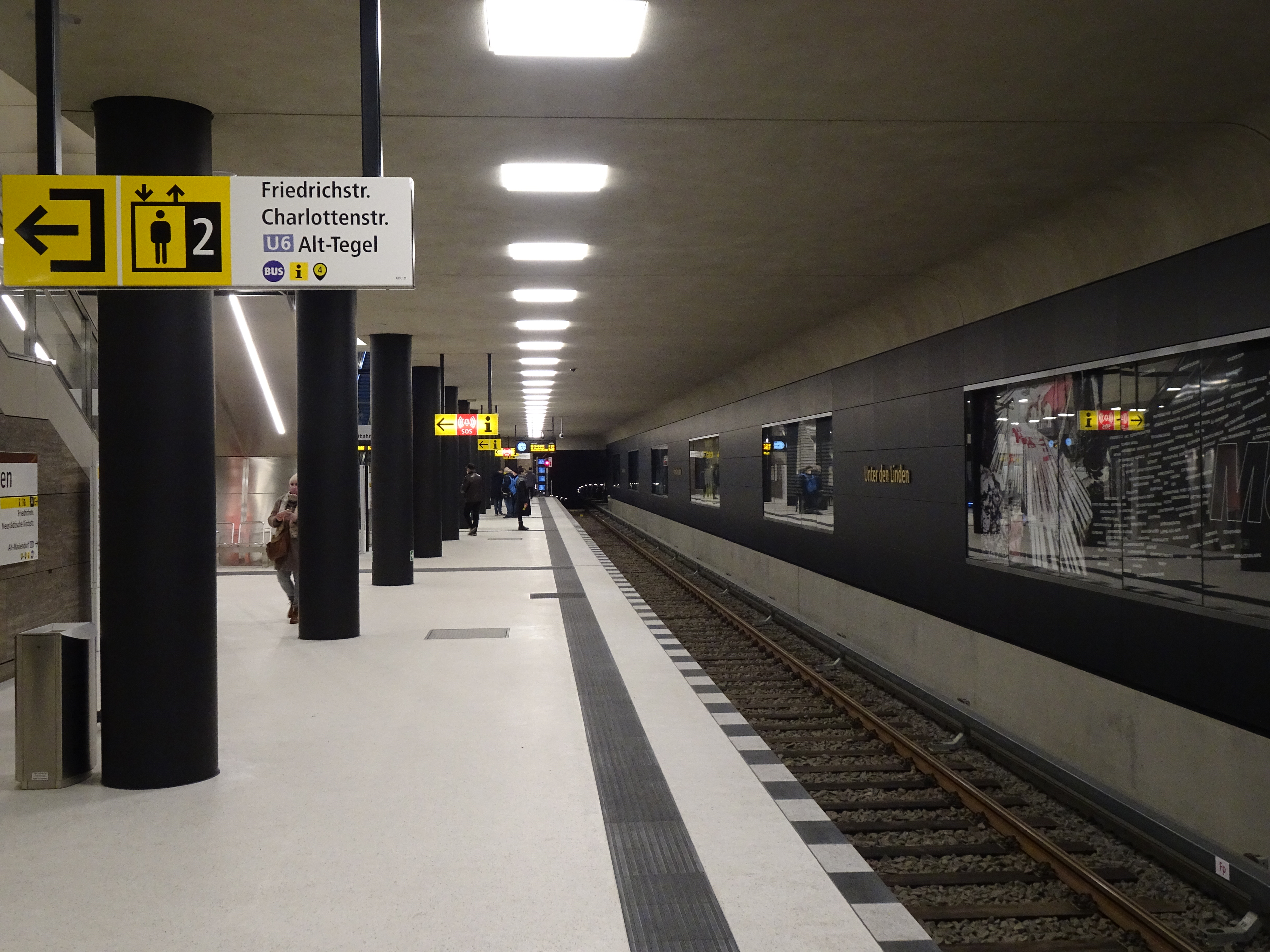
Bahnsteig der U5

Von Ende 2010 bis Anfang 2012 erfolgten umfangreiche Leitungsumverlegungen im späteren Baustellenbereich.
Das erste Los für die Herstellung des Rohbaus vergaben die Berliner Verkehrsbetriebe (BVG) Ende Januar 2012. Es umfasste den Startschacht für die Tunnelbohrmaschine, den Tunnel im Bereich des Schildvortriebs, die Bahnhöfe Unter den Linden und Museumsinsel sowie eine Gleiswechselanlage. Das Auftragsvolumen lag bei rund 190 Millionen Euro. Für den Rohbau des Bahnhofs Unter den Linden wurden 84 Millionen Euro veranschlagt.
Im Februar 2012 mussten zur Herstellung der Baufreiheit 54 Linden gefällt werden. Nach Abschluss der Bauarbeiten werden neue Bäume gepflanzt, für einige Bäume im unmittelbaren Bereich des neuen Bahnhofs wurden hierbei Bewässerungshilfen vorgesehen. Der Straßenverkehr wurde ab Juli 2012 auf die nördliche Fahrbahnhälfte des Boulevards Unter den Linden verlegt, die Friedrichstraße wurde in diesem Bereich komplett gesperrt.
Der Verkehr im Tunnel der Linie U6 im Baustellenbereich wurde ab 30. Juni 2012 unterbrochen, anschließend erfolgten vorbereitende Arbeiten. Die Hauptbauarbeiten für den neuen Kreuzungsbahnhof begannen im August 2012. Nachdem der im späteren Stationsbereich befindliche Tunnelabschnitt der Linie U6 vollständig abgebrochen wurde, konnte das neue Bauwerksteil mit einer Länge von rund 140 Metern errichtet werden. Dieses weist einen Querschnitt von 18,25 m × 6,80 m auf und nimmt später die beiden neuen außenliegenden U6-Bahnsteige auf. Rund 13.500 m³ Beton und rund 3050 Tonnen Bewehrungsstahl wurden hierfür verbaut. Die Wiederinbetriebnahme der Linie U6 in diesem Bereich erfolgte am 17. November 2013.
Die Errichtung des Bahnhofs-Rohbaus in der 64.000 m³ großen Baugrube konnte im November 2017 abgeschlossen werden. Unmittelbar anschließend erfolgte der Ausbau der Station, die Wände wurden hierbei mit Kirchheimer Muschelkalk verkleidet, die Säulen erhielten eine schwarze Farbgebung.

### Inbetriebnahme
Ursprünglich sollte der Bahnhof zusammen mit der Streckenverlängerung im Herbst 2019 in Betrieb gehen. Tatsächlich wurde er am 4. Dezember 2020 eröffnet. Nach einer Einschätzung von 2017 wurde mit ca. 50.000 Fahrgästen pro Tag gerechnet.
Der etwas weiter südlich gelegene U-Bahnhof Französische Straße wurde aufgrund des kurzen Abstands zum neuen Bahnhof Unter den Linden nach dessen Fertigstellung stillgelegt. Er bleibt als Bauwerk (Geisterbahnhof) allerdings erhalten.

## Anbindung
| Linie | Verlauf |
| ----- | --- |
|       | Hauptbahnhof – Bundestag – Brandenburger Tor – Unter den Linden – Museumsinsel – Rotes Rathaus – Alexanderplatz – Schillingstraße – Strausberger Platz – Weberwiese – Frankfurter Tor – Samariterstraße – Frankfurter Allee – Magdalenenstraße – Lichtenberg – Friedrichsfelde – Tierpark – Biesdorf-Süd – Elsterwerdaer Platz – Wuhletal – Kaulsdorf-Nord – Kienberg (Gärten der Welt) – Cottbusser Platz – Hellersdorf – Louis-Lewin-Straße – Hönow                                                      |
|       | Alt-Tegel – Borsigwerke – Holzhauser Straße – Otisstraße – Scharnweberstraße – Kurt-Schumacher-Platz – Afrikanische Straße – Rehberge – Seestraße – Leopoldplatz – Wedding – Reinickendorfer Straße – Schwartzkopffstraße – Naturkundemuseum – Oranienburger Tor – Friedrichstraße – Unter den Linden – Stadtmitte – Kochstraße – Hallesches Tor – Mehringdamm – Platz der Luftbrücke – Paradestraße – Tempelhof – Alt-Tempelhof – Kaiserin-Augusta-Straße – Ullsteinstraße – Westphalweg – Alt-Mariendorf |

Der U-Bahnhof ist ein Umsteigepunkt zwischen den U-Bahn-Linien U5 und U6 sowie zu den Buslinien 100, 147, 300 und der Nachtbuslinie N5 der BVG.